# Półbuty (zespół muzyczny)
Półbuty – polski zespół rockowy, istniejący w latach 2001-2002.
Zespół został założony z inicjatywy basisty zespołu Budka Suflera, Mieczysława Jureckiego. Skład uzupełniło dwóch innych muzyków Budki: Marek Raduli (gitara) oraz Tomasz Zeliszewski (perkusja) oraz wokalista Mariusz Matera i klawiszowiec Piotr "Gadak" Sztajdel.

W 2001 roku zespół wydał jedyny album "To twoje życie i twoje marzenia" (New Abra). Materiał na płytę został nagrany w studiach w Lublinie i Sulejówku. Wydawnictwo zostało poprzedzone czterema singlami ("Z nieba leci śnieg"/"Święty spokój", "To twoje życie i twoje marzenia", "Mogą nas szukać" i "Za chwilę").